# William Petersen
William Louis Petersen (n. 21 februarie 1953, Evanston, Illinois, SUA) este un actor american. Este cunoscut pentru rolul lui Gil Grissom în serialul dramatic (thriller) al CBS, CSI: Crime și Investigații (2000-2015), pentru care a câștigat un premiu Screen Actors Guild și a fost nominalizat la un Premiu Globul de Aur; a fost nominalizat în continuare pentru trei Premii Emmy în categoria Primetime ca producător al serialului. El a repetat rolul lui Gil Grissom în serialul continuator al originalului, CSI: Vegas, care a avut premiera pe 6 octombrie 2021.
William Petersen a jucat și în filmele To Live and Die in L.A. (1985), Manhunter (1986), Young Guns II (1990), Fear (1996), The Contender (2000), Detachment (2011) și Seeking a Friend for the End of the World (2012).